# Bitva u Brenty
Bitva u Brenty byl raně středověký vojenský střet mezi vojsky Italského království vedenými králem Bergengarem a Maďary, kteří byli proti němu najati východofranským králem Arnulfem Korutanským. K bitvě došlo 24. září 899 na neurčitém místě podél břehu řeky Brenty v severní Itálii. Byla to jedna z prvních bitev Maďarů během jejich vpádu do Evropy. Italské království utržilo od Maďarů drtivou porážku a jejím následkem bylo zpustošení a vyplenění některých italských měst a klášterů vítěznými Maďary.